# Diplazon orientalis
Diplazon orientalis är en stekelart som först beskrevs av Cameron 1905.  Diplazon orientalis ingår i släktet Diplazon och familjen brokparasitsteklar. Inga underarter finns listade i Catalogue of Life.